# Xylø
 (juin 2020).
Si vous disposez d'ouvrages ou d'articles de référence ou si vous connaissez des sites web de qualité traitant du thème abordé ici, merci de compléter l'article en donnant les références utiles à sa vérifiabilité et en les liant à la section « Notes et références ».
Xylø (souvent stylisé XYLØ) est le pseudonyme de l'autrice-compositrice-interprète américaine Paige Duddy. De 2015 à 2018, Xylø était un duo musical, formé par Paige Duddy et son frère Chase ; depuis 2018, la chanteuse s'est lancée dans une carrière solo, sous le même nom de scène.
En tant que duo, Xylø est surtout connu pour son premier single America, autopublié en février 2015, qui a rencontré un important succès commercial en ligne via des plateformes comme NoiseTrade. Ce succès a permis à Xylø de passer un contrat avec Sony Music Entertainment. À la suite du départ soudain de son frère en 2018, Paige Duddy a sorti plusieurs EP : pretty sad en 2019, yes and no en 2019 et The Ganglands Of My Heart en 2020.
La chanteuse sort son premier album : unamerican beauty, en juin 2022.

## Vie privée
Paige Duddy est la petite-fille du batteur de jazz Joe Porcaro ainsi que la nièce de trois membres du groupe de rock Toto, Jeff, Mike et Steve Porcaro.

## Carrière
En février 2015, Xylø sort son premier single, America, qui attire l'attention sur YouTube. Le titre, autopublié, est notamment mis à disposition sur Hype Machine et NoiseTrade, atteignant finalement le top 10 de Hype Machine. Il est ensuite diffusé par la radio américaine KCRW.
En juin 2015, Xylø sort son deuxième titre, Between The Devil And The Deep Blue Sea. Sur Apple Music, en juillet, le duo publie ensuite Afterlife. Leur quatrième titre, L. A. Love Song, paraît en octobre. Le mois suivant, le groupe annonce son contrat avec Sony Music Entertainment.
En février 2016, Xylø publie son premier EP, intitulé America, qui contient également les titres Bang Bang et BLK CLD.
En juin 2022, Xylø sort son premier album tant attendu, intitulé unamerican beauty, qui contient ses quatre premiers singles aliens, sweetheart, sugar free rush et red hot winter. La chanteuse sort également le clip de unamerican beauty à l'occasion de la sortie de son album.

## Discographie

### EP
- 2016 : America
  1. Bang Bang
  2. Afterlife
  3. America
  4. BLK CLD
  5. Between The Devil And The Deep Blue Sea
  6. L. A. Love Song
- 2016 : America (The Remixes)
- 2019 : pretty sad
  1. Miracle
  2. Pretty Sad
  3. Nothing Left To Say
  4. Blue Light
  5. Should Have Known
  6. Fireworks
- 2019 : yes and no

1. yes and no
2. ride or die
3. the end
4. ordinary
5. bad habit
6. illusion

- 2020 : The Ganglands of My Heart

1. American Sadness
2. Have You Ever Been In Love ?
3. Tongue In The Bag
4. Goodfellas
5. Masterpiece
6. Neon Crucifix

- 2020 : Outsider Club

1. Alone
2. Life or Death
3. Chlorine
4. Lefty
5. Apple Pie

### ALBUMS
- 2022 : unamerican beauty

1. unamerican beauty
2. red hot winter
3. something to cry about
4. aliens
5. sugar free rush
6. starfucker
7. family politics
8. sweetheart
9. one bedroom apartment
10. home video
11. don't let them change you babygirl
12. driving (sonata 2011)